# Руге, Отто
Отто Руге (9 января 1882 — 15 августа 1961) — верховный главнокомандующий Королевских вооружённых сил Норвегии после нападения нацистской Германии на Норвегию в апреле 1940 года.

## Биография
Отто Руге вырос в Осло в семье с сильными военными традициями. Уже в 20 лет он был военным офицером. Окончил норвежское военное училище (1905) и сдал экзамен в Генеральном штабе (1915). Полковник Отто Руге стал начальником Генерального штаба в 1933 году. В 1938 году он ушёл в отставку с должности и был назначен генерал-инспектором пехоты.
Похоронен на Западном кладбище Осло.

## Награды
- Королевский Большой Крест Ордена Святого Олафа — Норвегия
- Орден Данеброг — Дания
- Орден Меча — Швеция
- Орден Почётного легиона — Франция
- Бронзовая звезда — США